# Stibasoma leucopleurale
Stibasoma leucopleurale är en tvåvingeart som beskrevs av Barretto 1947. Stibasoma leucopleurale ingår i släktet Stibasoma och familjen bromsar. Inga underarter finns listade i Catalogue of Life.